# Sportlicher Leiter
Der Sportliche Leiter, auch Sportdirektor, ist ein UCI-lizenziertes Mitglied eines Radsportteams im Straßenradsport, das während eines Rennens eine Mannschaft führt. Er ist auch in die Saisonvorbereitung und die Trainings- und Renneinsatzplanung einbezogen. Häufig sind in dieser Rolle ehemalige Profis zu finden.

## Aufgaben
Oftmals überschneidet sich die Aufgabe des Sportlichen Leiters mit der Position des Teammanagers, der für administrative Aufgaben zuständig ist und die Gesamtverantwortung für das Team hat. Es ist zu beobachten, dass einige Teammanager bei wichtigen Rennen die Funktion des Sportlichen Leiters selbst wahrnehmen und sich durch weitere Sportliche Leiter unterstützen lassen. Selbst eine Spezialisierung unter den Sportlichen Leitern für bestimmte Rennsituationen wie Bergetappen oder Finalsprints hat sich als erfolgversprechend gezeigt.
Seit den 1990er-Jahren hat sich das Aufgabengebiet durch den Einsatz neuer Kommunikationstechnik verändert. Zur Wahrnehmung der Verantwortung für die Zusammenarbeit im Team und die Umsetzung der Rennstrategie erhält er die notwendigen Informationen durch TV, Tourfunk, Sprechfunk mit den Fahrern, GPS und Laptop. Der Sportliche Leiter erhält während der Rennen alle Zwischenzeiten, ermittelt die Position seiner Fahrer und der Konkurrenten und erteilt seine Anweisungen an die Fahrer. Diese neuen technischen Möglichkeiten haben das Teamwork und die Renntaktik noch wichtiger werden lassen. Während der UCI-Rennen folgt der Sportliche Leiter dem Teilnehmerfeld im Auto und kommuniziert per Funk mit seinen Fahrern, den Teamhelfern und der Rennleitung. Er informiert seine Fahrer über das aktuelle Renngeschehen, Gefahrenstellen oder Wettergeschehen. In der Regel gehört zur Fahrzeugbesatzung neben dem Sportlichen Leiter auch ein Mechaniker sowie ein Bestand an Ersatzmaschinen, Laufrädern und Ersatzteilen. Auch werden Trinkflaschen, Nahrung, Kleidung und Schuhe für die Fahrer mitgeführt.
Die Namen einiger Sportlicher Leiter werden immer mit ihren Fahrern, die sie gefördert haben, verbunden bleiben, wie zum Beispiel Patrick Lefevere und Johan Museeuw, Cyrille Guimard mit Bernard Hinault, Greg LeMond und später Laurent Fignon; Jean de Gribaldy mit Sean Kelly und Joaquim Agostinho, Rudy Pevenage mit Jan Ullrich und Johan Bruyneel mit Lance Armstrong und Alberto Contador.